# John Aston
John Aston (Prestwich, 3 de setembro de 1921 - 31 de julho de 2003) foi um futebolista inglês, que atuava como defensor.

## Carreira
John Aston fez parte do elenco da Seleção Inglesa de Futebol que disputou a Copa do Mundo de 1950 no Brasil.

## Ligações Externas
- Perfil em FIFA.com (em inglês)